# Rêves (film, 2024)
Pour les articles homonymes, voir Rêves.
Série Trilogie d'Oslo
Amour
Pour plus de détails, voir Fiche technique et Distribution.
Rêves (Drømmer) est un film dramatique norvégien écrit et réalisé par Dag Johan Haugerud pour Viaplay (en) et sorti en 2024.
Il s’agit du deuxième volet (premier volet en France,,) de la trilogie d'Oslo (Sex Drømmer Kjærlighet), avec Amour (2024)  et Désir (2024), qui traite de la complexité des relations humaines, de la sexualité et des normes sociales.

## Synopsis
Les écrits intimes de Johanne sur son attirance pour sa professeure suscitent à la fois des tensions et une introspection au sein de sa famille, tandis que sa mère et sa grand-mère sont confrontées à leurs propres rêves et désirs inassouvis.

## Fiche technique
Sauf indication contraire, les informations mentionnées dans cette section peuvent être confirmées par les bases de données cinématographiques IMDb et Allociné,  présentes dans la section « Liens externes ».
- Titre original : Drømmer
- Titre anglophone et fançais : Dreams
- Réalisation et scénario : Dag Johan Haugerud
- Musique : Anna Berg
- Décors : Tuva Hølmebakk[6]
- Costumes : Ida Toft
- Photographie : Cecilie Semec
- Son : Yvonne Stenberg et Gisle Tveito[6]
- Montage : Jens Christian Fodstad
- Production : Hege Hauff Hvattum et Yngve Sæther
  - Production déléguée : Tanya Badendyck, Hege Skjerven Clausen, Kari Moen Kristiansen et Espen Osmundsen
- Sociétés de production : Motlys et Viaplay[4]
- Sociétés de distribution : Viaplay (Norvège) ; Pyramide Distribution (France)
- Pays de production :  Norvège
- Langue originale : norvégien
- Format : couleur
- Genre : drame
- Durée : 110 minutes
- Dates de sortie :
  - Norvège : 23 septembre 2024 (avant-première à Oslo) ; 4 octobre 2024 (sortie nationale)
  - France : 2 juillet 2025

## Distribution
- Ella Øverbye : Johanne

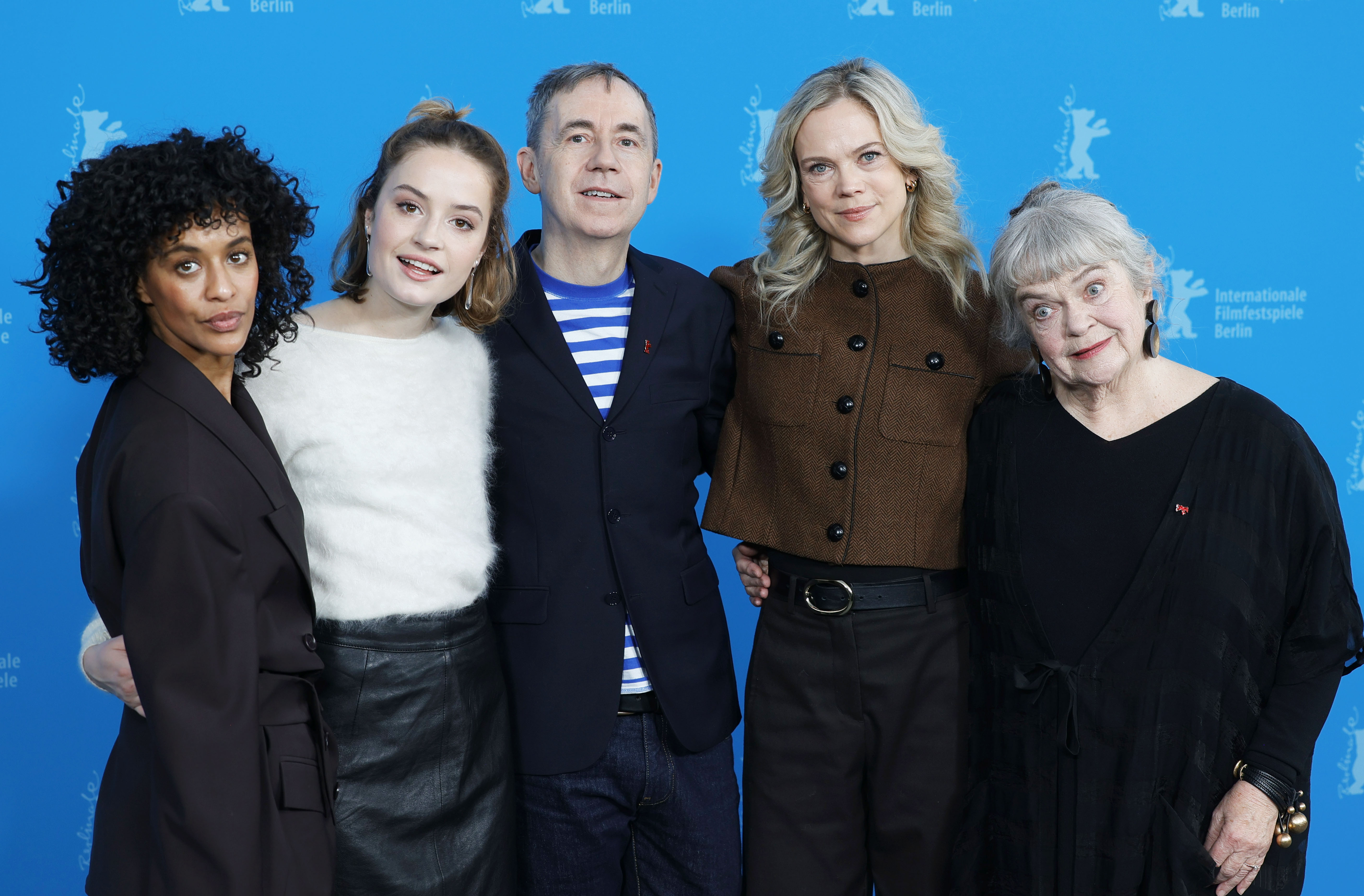
L'équipe du film

- Selome Emnetu : Johanna, la professeure de français
- Ane Dahl Torp : Kristin, la mère de Johanne
- Anne Marit Jacobsen : Karin, la grand-mère de Johanne
- Andrine Sæther : Anne
- Lars Jacob Holm : Bjørn, le psychologue
- Brynjar Åbel Bandlien : le chorégraphe

## Production
Le 22 septembre 2022, la société norvégienne Viaplay confie la réalisation de la trilogie de films intitulée « Trilogie d'Oslo » au réalisateur Dag Johan Haugerud. Produite par les sociétés norvégiennes Motlys et Viaplay, la trilogie est soutenue par l'Institut norvégien du film, le Nordic Council Film Prize, l'Oslo Filmfond et Arthaus. Dans un entretien avec Variety, Dag Johan Haugerud révèle qu'il s'est inspiré de la trilogie Trois Couleurs de Krzysztof Kieślowski (1993-1994) pour réaliser ce projet. Il déclare : « L'objectif était de faire trois films qui traitent des mêmes sujets sous des angles différents » et précise : « Ils devraient avoir une apparence et une sensation très différentes, mais donner l'impression qu'ils font tous partie de la même conversation. »

## Accueil
Dreams sort le 4 octobre 2024 en Norvège.
Le 21 janvier 2025, il est sélectionné pour la compétition officielle à la Berlinale, où il concourt pour l'Ours d'or. Son avant-première mondiale a lieu le 19 février 2025,,[Où ?].
En France, il sortira le 2 juillet 2025.

## Distinctions
- Berlinale 2025 : Ours d'or[13]